# 文字獄 (遊戲)
《文字獄》 是一款利用造句解謎的遊戲。
《文字獄》出自一千萬人團隊之手，作者為台大學生簡佳禾。作者於2017年12月著手製作雛形，從Sam Barlow的關鍵字推理遊戲《Her Story》發想，短時間內以造句解謎為主軸的第一個關卡就誕生了。2017年12 月26日於itch.io推出第一關電腦版，因玩家反應佳而決定製作後續關卡。

## 玩法与情节
遊戲分為若干關卡，各關稱之為「獄」。玩家扮演的主角在一間未知的密室裡醒來，腦海裡只剩零星的字彙。玩家需要解開文字謎題逃出密室，並解開之後一連串的謎題，至今已經開了第壹、貳、叁、伍，樹，和序獄，作者即將會更新第陸獄。

## 外部連結
- Jia-Ho Jian的官方網站（繁體中文）